# Clark
Крістофер Стівен Кларк (англ. Christopher Stephen Clark); 29 серпня 1979) — британський електронний музикант, який виступає під мононімом Clark. Він продюсує музику для власних альбомів, а також музику для телебачення, фільмів та відеоігор, написав партитури для відзначених нагородами сучасних танців і телесеріалів, номінованих на BAFTA. Його записи випускали лейбли Warp Records, Deutsche Grammophon і власний лейбл Throttle Records.

## Історія
Кларк народився під ім'ям Крістофер Стівен Кларк у 1979 році в місті Сент-Олбанс, графство Гартфордшир, Англія, де він виріс і відвідував школу. Він почав займатися музикою ще підлітком, а також почав експериментувати зі створенням власного примітивного обладнання, включаючи «саморобний стилус, зроблений з гачка і клейкої стрічки». Кларк продовжив навчання в Бристольському університеті. Будучи студентом, його викладача музики сказав йому, що якщо Кларк купить драм-машину, він втратить будь-яку надію на музичні здібності Кларка. Ще будучи студентом, Кларк вперше вразив співробітників лейблу Warp Records, виступивши під псевдонімом Chris From St Albans на вечірці Nesh у грудні 2000 року. Згодом він був підписаний з Warp і випустив свій дебютний альбом Clarence Park у квітні 2001 року під псевдонімом Кріс Кларк. Потім Кларк переїхав до Брайтона, а потім до Бірмінгема, де залишився на деякий час, під час якого він співпрацював з гуртом Broadcast над реінтерпретацією свого треку «Herr Barr» та іншим невиданим матеріалом. Тепер[коли?] він ділить свій час між Брайтоном і Мельбурном. З виходом альбому Throttle Furniture у 2006 році він скоротив свій творчий псевдонім до Clark. Його музику грали на BBC Radio 6 Music Шон Ківені, Лорен Лаверн і Том Рейвенскрофт. Він також записав мікс для Рейвенскрофта, який назвав його «чи не найкращим, що коли-небудь було зроблено для цього шоу».
Останнім часом Кларк зосередився на роботі над музикою для кіно і телебачення, займаючись цим паралельно зі студійними альбомами, «тому що у вас є можливість записуватись з більшою кількістю музикантів, коли ви пишете музику, і я вважаю, що це приємно мати поряд із сольною роботою».
Кларк має багаторічну творчу співпрацю з відзначеною нагородами хореографом Мелані Лейн, яка розпочалася у 2010 році з танцювального перформансу/інсталяції Tilted Fawn, що згодом здобула нагороду «Dance & Physical Theatre Award» на Fringe World Awards 2012.

## Стиль
Музику Кларка заведено відносити до жанру електронної музики, хоча сам Кларк вважає цей ярлик неоднозначним і описує Turning Dragon як «техно-альбом». Він часто експериментує з формами деградації, спотворення і розпаду, пов'язаними з різними середовищами, використовуючи такі техніки, як перезапис семплів і польові записи в різних умовах. Описуючи таку обробку, він сказав: «Що я, як правило, роблю, так це просто проганяю матеріал через стільки коробок, скільки можу, поки все не перетікає в себе і всі навколишні частини». Кларк грає на барабанах, і деякі з його матеріалів, особливо Body Riddle, містять записи його гри на ударних, часто повторно семпловані.

## Виступи
Описуючи свій концертний сет, Кларк каже: «Якщо ви бачите, як я граю, мої руки повсюди — буквально я роблю кожну окрему річ. Все, що відбувається на сцені, грається і створюється наживо. Це дуже інтерактивно. Так що в цьому відношенні все дуже сильно засновано на живих інструментах». У минулому його сет включав живого барабанщика.
Кларк відіграв сесію в Boiler Room, виступав у берлінському клубі Berghain і Pritzker Pavilion в Чикаго. Виступи на фестивалях включали Bang Face, Sónar Tokyo, Sacrum Profanum, Taico Club та ін.
У грудні 2013 року в Лондоні відбулася прем'єра його живого шоу Phosphor.

## Відео
Серед відомих музичних відео на твори Кларка — відео Лінн Фокс на «Gob Coitus», відео 1stavemachine на «Ted» (обране Pitchfork як одне з 50 найкращих музичних відео 2007 року), відео Джеймса Хілі на «Herr Barr», відео The Vikings на «Black Stone», відео Крістофера Хьюітта на «Winter Linn» та «To Live And Die in Grantham», та «Peak Magnetic» режисера і продюсера Сандера Хоуткруєра.
Режисером і хореографом відео на пісню «Lambent Rag» (2021) виступила постійна співавторка Мелані Лейн. Австралійський художник Джонатан Завада перетворив обкладинку альбому Playground in a Lake на музичне відео на пісню «Citrus».

## Співпраця

### Арт
Кларк створив музику разом із колегою по Warp Джеймі Ліделлом для гігантського інтерактивного проекційного шоу на виставці Saatchi & Saatchi New Director Showcase у 2011 році.
У 2011 році Кларк співпрацював з Брайтонським колективом художників Blast Theory над роботою під назвою Fixing Point. Це була інтерактивна аудіопрогулянка з музикою Кларка, присвячена спадщині конфлікту у Північній Ірландії, зокрема зникненню Шеймуса Рудді. Він знову працював з колективом над роботою для трієнале в Айті, надавши свій трек «Black Stone» для використання в цій роботі.

### Танець
Влітку 2010 року він написав музику до сучасного танцю під назвою 'Tilted Fawn', яку виконала Мелані Лейн у Сіднейському оперному театрі. Пара також співпрацювала над перформансом-інсталяцією Shrine 2013 року, яка «балансувала на межі між танцювальним перформансом і скульптурною інсталяцією» і була зосереджена на ідеях ритуалу та церемонії. Вони також працювали разом над проєктом Held, який «досліджує зв'язок між пам'яттю та архітектурою простору, в якому ми живемо».

### Кіно
Трек «The Pining Pt.2» з Iradelphic був використаний у фільмі Елізіум 2013 року. Трек «Vengeance Drools» був використаний у рекламній кампанії Women's Aid, присвяченій домашньому насильству, в якій знялася Кіра Найтлі. У 2019 році Кларк написав музику до фільму Daniel Isn't Real, психологічного фільму жахів режисера Адама Єгипту Мортімера. У саундтреку бере участь струнний ансамбль Будапештського художнього оркестру, а Headphone Commute описав його як «текстурний, органічний і неймовірно динамічний». Пізніше у 2019 році саундтрек вийшов як альбом на Deutsche Grammophon.

### ТБ
У 2015 році Кларк написав музику до шестисерійного телесеріалу The Last Panthers з Самантою Мортон, Джоном Гертом і Тахаром Рахімом у головних ролях, який транслювався в Європі каналами Sky Atlantic і Canal+. У 2017 році Кларк написав музику до кримінальної драми Rellik спільного виробництва BBC і Cinemax, описавши композицію як «еластичну, універсальну музичну тканину, яку я міг вплітати в серіал за бажанням». У 2018 році Кларк створив мінімальний а капельний саундтрек до міні-серіалу Kiri, створеного Channel 4/Hulu. У червні 2021 року Кларк створив музику до Lisey's Story, 8-серійної адаптації однойменного роману Стівена Кінга. Прем'єра відбулася на Apple TV+. Режисер Пабло Ларраін попросив Кларка написати музику після того, як почув саундтрек до фільму Daniel Isn't Real.
Оригінальні телевізійні саундтреки Кларка пізніше вийшли як окремі платівки з тими ж назвами.

### Відеоігри
Кларк віддав невиданий трек «Alice» для саундтреку до гри Sleeping Dogs, а також долучився до саундтреку Driveclub. Пісня «Winter Linn» була додана до саундтреку Watch Dogs 2.

## Альбоми
Clarence Park був першим релізом і дебютним повноформатним альбомом Кларка, що вийшов на лейблі Warp Records у квітні 2001 року під ім'ям Кріса Кларка. Альбом був названий на честь Кларенс-парку, громадського парку в його рідному місті Сент-Олбанс. Empty the Bones of You був другим повноформатним альбомом Кларка, що вийшов на Warp Records у вересні 2003 року під ім'ям Кріса Кларка. Рецензії відзначили, що у Кларка з'явився зріліший і виразніший голос, а The Mlik Factory описали його як «послідовний, зрілий і до біса захопливий».
Body Riddle вийшов на Warp Records у жовтні 2006 року. Альбом ознаменував собою зміну стилю Кларка і відзначився помітним використанням живих інструментів, хоча і сильно оброблених. Він був добре прийнятий критиками: Pitchfork поставив йому 8,5/10, а Almost Cool — 8/10.
Четвертий повноформатний альбом Кларка, Turning Dragon, показав, що Кларк досліджує менш органічне і більш механізоване звучання, причому Pitchfork заявив, що він «відходить від кінцевої мети Кларка — об'єднати людину і машину в одну безшовну, гуркітливу зв'язку», і «[в ньому] роботи беруть гору». Альбом був добре прийнятий критиками: Pitchfork дав йому 8,2/10, а Resident Advisor — 4/5. Альбом вийшов на Warp Records у березні 2008 року. Наступний, Totems Flare, вийшов на тому ж лейблі у липні 2009 року.
Iradelphic вийшов на Warp Records у квітні 2012 року. The Quietus описали альбом як «менш ефірний, більш компактний і цілісний», ніж попередні роботи. Сам Кларк прокоментував реліз: «Iradelphic — одна з найщиріших речей, які я коли-небудь робив, і навіть попри те, що значній частині з них вже багато років, вона все ще резонує зі мною.»
Feast/Beast вийшов на лейблі Warp Records у вересні 2013 року. На ньому переважають ремікси Кларка на треки інших виконавців, серед яких Натан Фейк, Battles, Нільс Фрам і Letherette, але також є кілька переробок треків Кларка іншими виконавцями. Його однойменний сьомий студійний альбом Clark вийшов 3 листопада 2014 року на лейблі Warp Records. The Last Panthers вийшов на Warp Records у березні 2016 року. Death Peak вийшов на Warp Records у квітні 2017 року. Kiri Variations представлений 26 липня 2019 року на Throttle Records. Daniel Isn't Real вийшов 3 грудня 2019 року на Deutsche Grammophon.
13 липня 2022 року Кларк випустив ремастировану версію Body Riddle, а також анонсував подвійний альбом Body Double, що складався з Body Riddle і нового альбому старого матеріалу — 05-10. Вони вийшли 30 вересня 2022 року.
Десятий альбом Кларка, Sus Dog, вийшов 26 травня 2023 року на лейблі Throttle Records. Його виконавчим продюсером виступив Том Йорк, який виступив у ролі наставника вокалу Кларка, а також долучився до запису вокалу і бас-гітари.

## Дискографія

### Студійні альбоми
- Clarence Park (Warp, 2001)
- Empty the Bones of You (Warp, 2003)
- Body Riddle (Warp, 2006)
- Turning Dragon (Warp, 2008)
- Totems Flare (Warp, 2009)
- Iradelphic (Warp, 2012)
- Clark (Warp, 2014)
- The Last Panthers (Warp, 2016)
- Death Peak (Warp, 2017)
- Kiri Variations (Throttle Records, 2019)
- Daniel Isn't Real (Deutsche Grammophon, 2019)
- Playground in a Lake (Deutsche Grammophon, 2021)
- 05-10 (Warp, 2022)
- Sus Dog (Throttle Records, 2023)
- Cave Dog (Throttle Records, 2023)
- In Camera (Throttle Records, 2024)